# 995 TCN
995 TCN là một năm trong lịch La Mã.